# À la dérive (Stargate Atlantis)
Pour les articles homonymes, voir À la dérive.
À la dérive est un épisode de la série Stargate Atlantis. C'est le premier épisode de la saison 4 et le 61e épisode de la série.

## Scénario
Tandis que McKay se rend compte qu'ils perdent beaucoup d'énergie, Weir est entre la vie et la mort tandis que Jennifer Keller fait tout pour la sauver. Soudain la cité décide toute seule de réduire le bouclier, ce qui priverait immédiatement d'air certaines parties d'Atlantis où se trouvent des membres de l'expédition. Les hommes fuient mais sont tués par manque d'oxygène
Pendant ce temps, Samantha Carter est avec Bill Lee sur la station intermédiaire Midway qui fait le lien entre la galaxie de la Terre et celle de Pégase. Elle reçoit alors un message de l'Apollo lui indiquant que Atlantis a bien décollé mais qu'ils n'ont plus de contact avec eux.
Sur Atlantis, Ronon reste pendant tout son temps au chevet de Weir. McKay réduit le bouclier à la seule protection de la tour centrale afin d'économiser de l'énergie. Pendant ce temps le cerveau de Weir enfle petit à petit, si bien que Keller procède à une craniectomie décompressive. McKay découvre que lorsque la tour centrale a été touchée par le faisceau Asuran, cela a endommagé des systèmes principaux d'acheminement de l'énergie qu'ils doivent réparer. Weir est quant à elle dans le coma, et Keller est de plus en plus pessimiste sur ses chances de survies, ajoutant que la probabilité qu'elle recouvre toutes ses capacités sont nulles. Zelenka annonce que les réparations vont très vite et qu'ils devraient avoir fini à temps, cependant ils s'approchent d'une ceinture d'astéroïdes. Sheppard décide de réunir tous ceux qui ont le gène des Anciens, et chacun d'eux (Sheppard et McKay compris) prend un Jumper afin de détruire les astéroïdes sur leur chemin. Ils parviennent à libérer la trajectoire de la cité; cependant les astéroïdes ont endommagé un panneau de contrôle du navigateur hyperspatial. Sheppard et Zelenka vont donc réparer les systèmes directement dans l'espace.
Pendant ce temps, Weir est dans un état extrêmement grave, et elle mourra sauf si McKay parvient à reprogrammer les nanites dans son corps. Cependant, cela risquerait d'alerter les Asurans qui viendraient alors à leur rencontre, alors Sheppard refuse, mais laisse le temps à McKay de tenter une reprogrammation des nanites. Il se rend ensuite compte avec Zelenka qu'ils doivent sauter dans l'espace à travers un précipice car une partie du vaisseau a été arrachée. Zelenka refuse mais une fois le saut fait il avoue que ce saut à travers le vide était une expérience fabuleuse. Soudain, alors qu'il achevait les réparations, un micro-astéroïde atteint Zelenka à la jambe. Il a mal mais refuse de partir, et continue son travail. Ronon vient faire ses adieux à Weir inconsciente, et la remercie de tout son cœur de l'avoir accueilli à Atlantis deux ans auparavant. Soudain le cas de cette dernière s'aggrave, et McKay décide de procéder immédiatement à la reprogrammation des nanites de son corps.
Carter cherche un moyen de rejoindre Atlantis. Elle décide avec Bill d'aller faire un voyage par la porte des étoiles dans la galaxie de Pégase. Sur Atlantis Zelenka achève la réparation trop tard et Atlantis n'a plus assez d'énergie pour repasser en hyperespace. Sheppard est furieux que McKay ait réactivé les nanites de Weir et lui ordonne d'annuler l'opération, mais McKay refuse d'obéir. Weir se réveille soudain, apparemment en pleine possession de sa conscience. Sheppard accepte de pardonner McKay de lui avoir désobéi et la situation est expliquée à Weir. Il reste dix-huit heures à Atlantis avant que le bouclier cède et dépressurise la Cité.
McKay a alors une idée: finir le générateur hyperspatial pour Jumper qu'il avait commencé lorsqu'une machine l'avait génétiquement modifié et qu'il était devenu pendant un temps redoutablement intelligent. Zelenka leur montre alors M7R-227, la planète d'où sont originaires les Asurans, et McKay propose alors son plan: aller voler un EPPZ aux Asurans, au cœur même de leur planète mère.

## Distribution
- Joe Flanigan : Lieutenant-colonel John Sheppard
- Amanda Tapping : Colonel Samantha Carter
- Jason Momoa : Ronon Dex
- David Hewlett : Dr Rodney McKay
- Rachel Luttrell : Teyla Emmagan
- Torri Higginson : Dr Elizabeth Weir
- Jewel Staite : Dr Jennifer Keller
- David Nykl : Dr Radek Zelenka
- Michael Beach : Colonel Abe Ellis
- Bill Dow : Dr Bill Lee
- Chuck Campbell : Chuck

## Production
C'est à partir de cet épisode que Samantha Carter devient un personnage régulier de la série.